# إستيل موريل كير
إستيل موريل كير هي رسامة كندية، ولدت في 1879 في تورونتو في كندا، وتوفيت في 1971.